# Gnophos intermedia
Gnophos intermedia är en fjärilsart som beskrevs av Eugen Wehrli 1917. Gnophos intermedia ingår i släktet Gnophos och familjen mätare. Inga underarter finns listade i Catalogue of Life.